# Jane's
Jane's, formalmente en inglés: Jane's Information Group (Grupo de información de Jane), es una empresa de publicaciones especializada en temas militares, aeroespaciales y medios de transporte con sede en Londres (Reino Unido). Comprada en 2007 por la corporación IHS Markit, sus base de datos y artículos siguen publicándose bajo la marca de Jane's y asociadas. Los libros o revistas comerciales editados por la compañía a menudo se consideran obra de referencia de facto especialmente durante el siglo XX.

## Historia

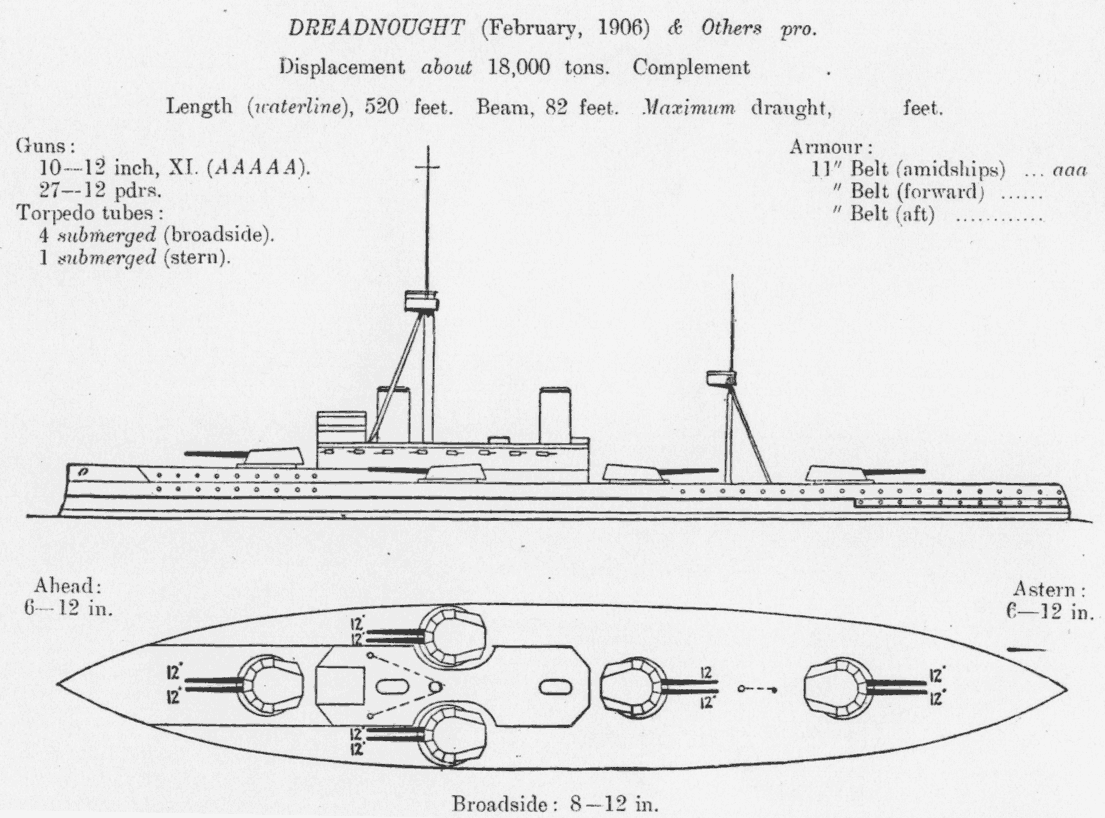
Descripción del barco Dreadnought de 1906 realizado por Jane.

Jane's comenzó en 1898 por Fred T. Jane, quien como un entusiasta de los barcos, los dibuja mientras vivía en la ciudad portuaria de Portsmouth en el Reino Unido. En dicho año, Jane publicó diferentes obras, la más reconocida All the World's Fighting Ships (Todos los barcos de combate del mundo) y posteriormente nombrada como Jane's Fighting Ships, publicada repetidamente de manera casi anual. Publicado por primera vez en 1909, el libro Jane's All the World's Aircraft (Todos los aviones del mundo) sobre aviación y actualizada también casi anualmente, ha sido otra de las publicaciones más famosas de la editorial. Posteriormente, la compañía se diversificó gradualmente en otras áreas de temática militar. 
De 1959 a 1989, John W.R. Taylor fue el editor responsable de la publicación de Jane's All the World's Aircraft. Taylor era un antiguo ingeniero que trabajó en el diseño del avión de combate Hawker Hurricane durante la Segunda Guerra MundialDurante estas tres décadas, el compendio de aviación destacaba por su recopilación de datos técnicos, de ingeniería, fotografías e información histórica sobre prácticamente todos los aviones del mundo. Según el prestigioso periódico The New York Times, la obra era reconocido como «la biblia de la industria» por «su precisión y exhaustividad». Algunas de sus aportaciones notables durante estos años fueron aportar al público en general datos de interés sobre aviones británicos en el mismo momento que estaban en plena guerra de las Malvinas en 1982. También durante la Guerra Fría aportó frente a otros autores, características bastantes precisas sobre aviones soviéticos como la velocidad supersónica real del Túpolev Tu-22 o el tamaño real del MiG-29 en 1983.
Sus diferentes publicaciones son parte importante de bibliotecas y universidades de todo el mundo.
Con sede en Londres durante la mayor parte de su existencia, Jane's fue comprada IHS Markit en junio de 2007 y anteriormente había sido propiedad de The Woodbridge Company y antes de The Thomson Corporation durante varios años. Sus tradicionales competidores incluyen Defense News, Flight International o Aviation Week & Space Technology.

## Publicaciones
De sus publicaciones, los libros (publicados anualmente) más reconocidos incluyen -además del mencionado Jane's Fighting Ships y  Jane's All the World's Aircraft- entre otros Jane's Military Communications, Jane's World Air Forces, Jane's World Navies, Jane's World Railways o Jane’s Aero Engines. 
Además de otras publicaciones periódicas como Jane's Airport Review, Jane's World Armoured Fighting Vehicles, Jane's Defense Weekly, Jane's Intelligence Review, Jane's International Defense Review, Jane's Navy International o Jane's Police Review.

## Videojuegos
- Jane's Combat Simulations es una marca de videojuegos del género simuladores de vuelo y simuladores de guerra naval para ordenadores, producidos entre 1994 y 2000, por la empresa Electronic Arts.
- Jane's Advanced Strike Fighters es un videojuego de simulador de vuelo publicado para la consola Xbox 360, PS3 y ordenador de 2011.[6]